# Herrens himmelsfärds kyrka, Arapovac
Herrens himmelsfärds kyrka (serbisk kyrilliska: Црква Вазнесења Господњег; latinska: Crkva Vaznesenja Gospodnjeg) är en serbisk-ortodox kyrkobyggnad belägen i byn Arapovac, i kommunen Lazarevac i Serbiens huvudstad, Belgrad.
Kyrkan är helgad åt Kristi himmelsfärd och tillhör Šumadijas stift.

## Historik
Herrens himmelsfärds kyrka i Arapovac började att byggas år 2008, då grunden invigdes i mars.
Korset på kupolen invigdes och sattes på kupolen den 27 februari 2011. Kyrkan invigdes den 5 juni samma år.

## Bilder

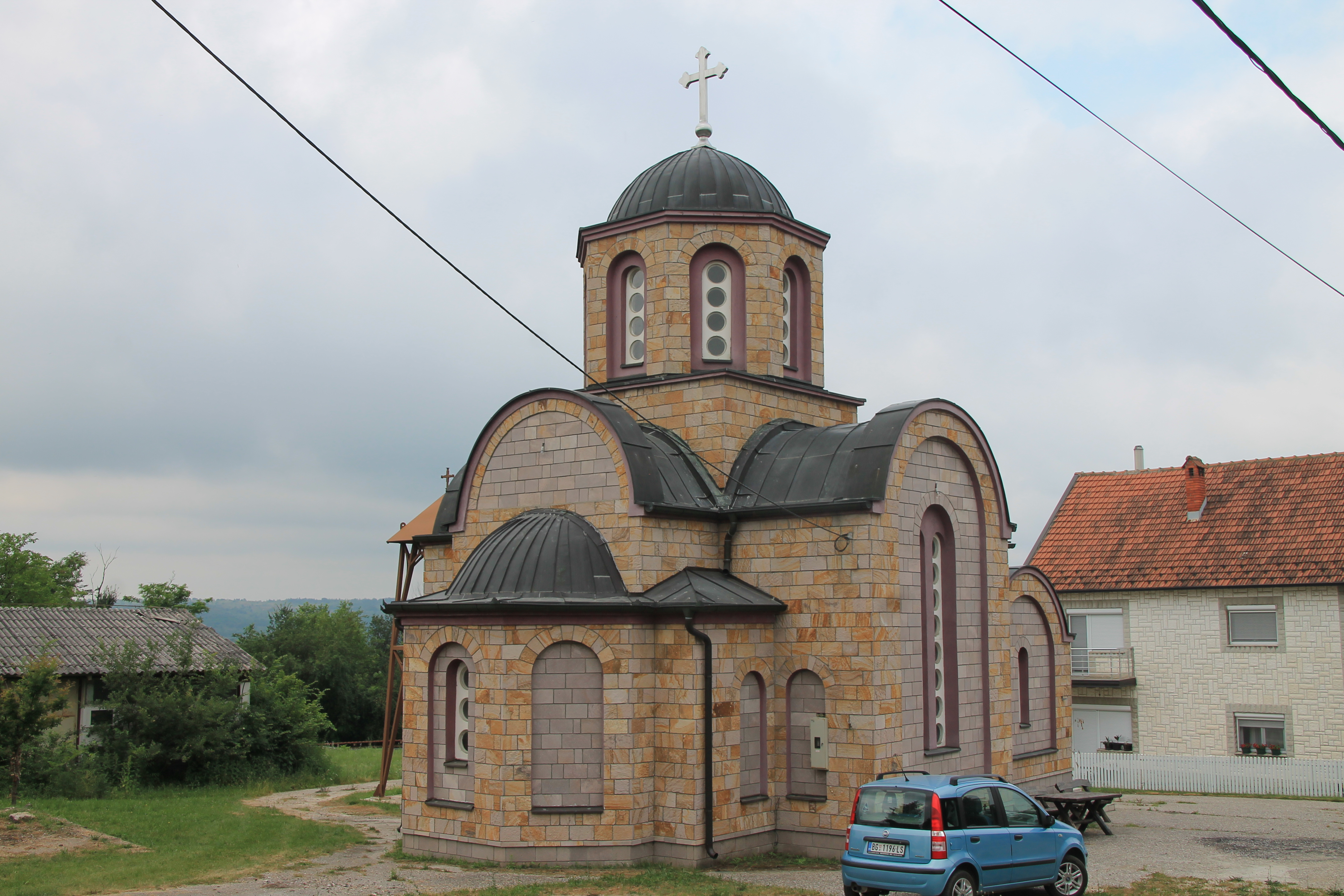
Baksidan och absiden.
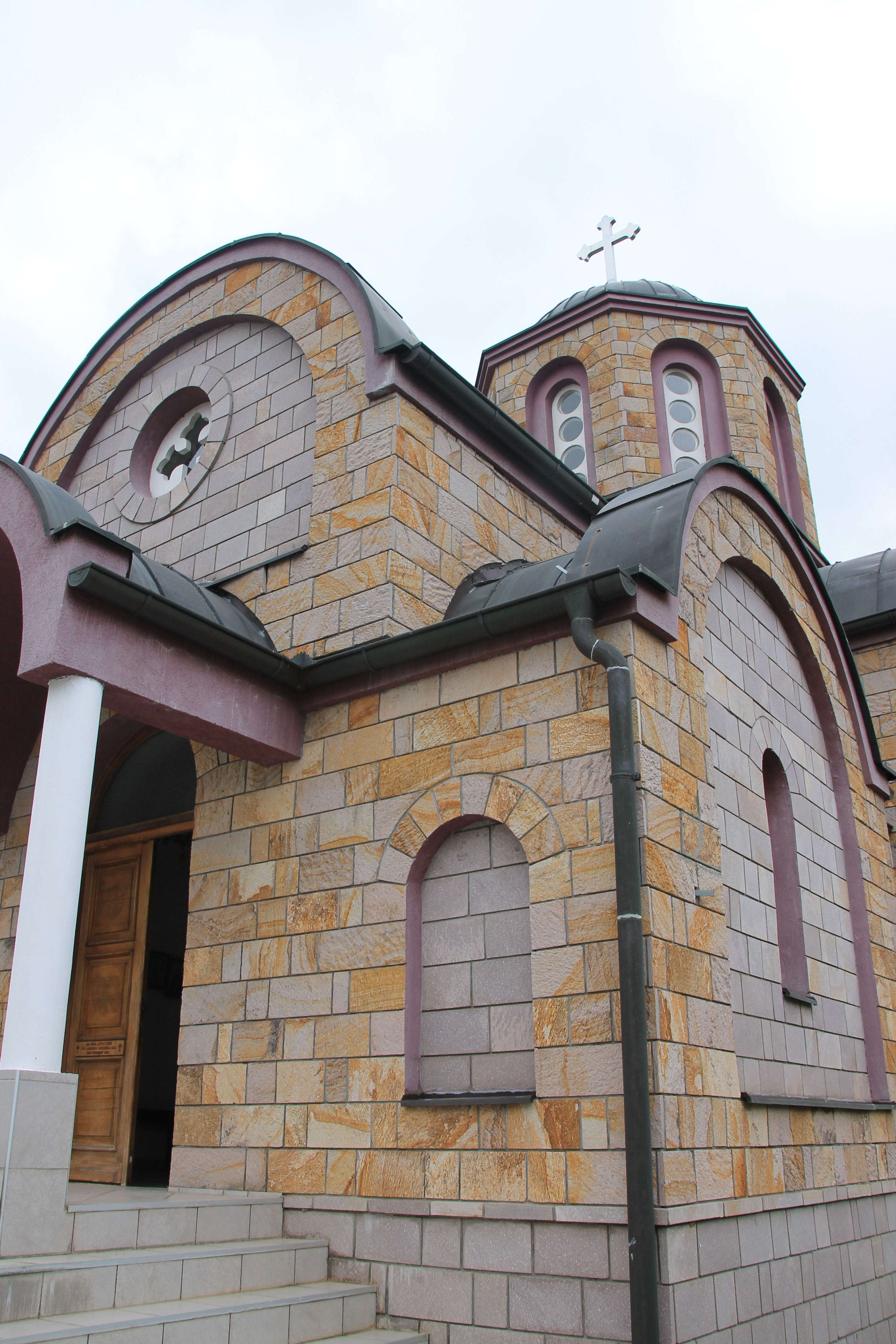
Närmare bild på exteriören.